# الراكة (مأرب)

تعديل مصدري - تعديل

الراكة هي إحدى قرى عزلة ال راشد منيف بمديرية مأرب التابعة لمحافظة مأرب، بلغ تعداد سكانها 266 نسمة حسب تعداد اليمن لعام 2004.